# Lemat Fodora
Lemat Fodora – twierdzenie w teorii mnogości mówiące, że dla każdej nieprzeliczalnej regularnej liczby kardynalnej {\displaystyle \kappa ,} zbioru stacjonarnego {\displaystyle S\subseteq \kappa } oraz każdej regresywnej funkcji {\displaystyle f\colon S\to \kappa ,} tj. funkcji {\displaystyle f} spełniającej warunek {\displaystyle f(\alpha )<\alpha } dla {\displaystyle \alpha \in S,} istnieje taki zbiór stacjonarny {\displaystyle S_{0}\subseteq S,} że obcięcie {\displaystyle f\upharpoonright _{S_{0}}} jest stała, tj. istnieje taka liczba porządkowa {\displaystyle \beta <\kappa ,} że
{\displaystyle f(\alpha )=\beta }
dla każdego {\displaystyle \alpha \in S_{0}.}
Twierdzenie udowodnione w 1956 roku przez węgierskiego matematyka, Gézę Fodora. W oparciu o lemat Fodora można udowodnić lemat Szanina.